# Cyclaspis popescugorji
Cyclaspis popescugorji is een zeekommasoort uit de familie van de Bodotriidae. De wetenschappelijke naam van de soort is voor het eerst geldig gepubliceerd in 1998 door Petrescu.